# Christopher Middleton
Christopher Middleton   (Newton Bewley, c. 1690 - Norton, 12 de febrer de 1770) va ser un oficial naval i navegant anglès. Va ser elegit membre de la Royal Society el 7 d'abril 1737.
El 1741 va encapçalar una expedició d'exploració a bord del HMS Furnace i el HMS Discovery cap a la badia de Hudson per trobar-hi el Pas del Nord-oest. La recerca fou infructuosa, ja que el gel li impedí anar més lluny, però Middleton s'endinsà a l'estret de Roes Welcome i va ser el primer a descobrir la badia Wager, Repulse Bay i l'estret Frozen. Va tornar a Anglaterra el 1742, on va obtenir la medalla Copley de la Royal Society.